# Cavata
Cavata (Zavata) je nenaseljeni otočić uz zapadnu obalu Istre, dio Vrsarskog otočja. Nalazi se sjeverno od Vrsara.
Površina otoka je 8031 m2, duljina obalne crte 410 m, a visina 3 metra.
Prema Zakonu o otocima, a glede demografskog stanja i gospodarske razvijenosti, Cavata je svrstana u "male, povremeno nastanjene i nenastanjene otoke i otočiće" za koje se donosi programe održivog razvitka otoka.
U Državnom programu zaštite i korištenja malih, povremeno nastanjenih i nenastanjenih otoka i okolnog mora Ministarstva regionalnoga razvoja i fondova Europske unije, svrstana je pod hridi. Površine je 8.031 m2, a obalna je opsega 410 m. Pripada općini Vrsar.

## Vanjske poveznice
|  | Zajednički poslužitelj ima još gradiva o temi Cavata |